# Hormetica laevigata
Hormetica laevigata är en kackerlacksart som beskrevs av Hermann Burmeister 1838. Hormetica laevigata ingår i släktet Hormetica och familjen jättekackerlackor. Inga underarter finns listade i Catalogue of Life.